# Société canadienne d'astronomie
Pour les articles homonymes, voir CASCA.
Ne doit pas être confondu avec Société royale d'astronomie du Canada.
La Société canadienne d’astronomie (CASCA; anglais : the Canadian Astronomical Society) est une société canadienne regroupant plus de 500 astronomes professionnels ayant pour objectif la promotion et l'avancement de la connaissance de l'univers par la recherche et l’enseignement.  
La Société fut fondée par un comité du Conseil national de recherches du Canada en mai 1971, et Helen Sawyer Hogg fut élue la première présidente de la CASCA. La CASCA s’est incorporée en 1983. 
La publication trimestrielle, Cassiopeia, est publiée aux solstices et aux équinoxes par la Société.